# Andrée Lajoie
 (décembre 2019).
Si vous disposez d'ouvrages ou d'articles de référence ou si vous connaissez des sites web de qualité traitant du thème abordé ici, merci de compléter l'article en donnant les références utiles à sa vérifiabilité et en les liant à la section « Notes et références ».
Andrée Lajoie (23 octobre 1933 à Montréal - ) est une juriste et professeure canadienne œuvrant au Québec.

## Biographie
Elle obtient un baccalauréat en droit de l’Université de Montréal puis s'inscrit en sciences politiques à Oxford, tout en étant correspondante à Londres pour Radio-Canada. 
Elle s'installe en 1961 à New York pour suivre son mari en poste à l'Organisation des Nations unies. Elle est ensuite recrutée par Jean Beetz qui lui propose de faire partie du CRDP, récemment créé à l’Université de Montréal. Elle devient en 1968 professeure agrégée à la Faculté de droit de l’Université de Montréal.
Elle a été professeure invitée aux universités de Paris (1994), Padoue (1997), Trieste (1994), Athènes (2000), Toronto (2002), Victoria, Louvain (2003) et Bruxelles (2003).
Elle a été membre du conseil consultatif de la Commission du droit du Canada (1997-2002) et de la commission Séguin sur le déséquilibre fiscal (2001-2002). Elle a aussi collaboré aux travaux de plusieurs autres commissions d'enquête, dont les commissions Castonguay (1968-1970) et Rochon (1985-1987) sur les services de santé et les services sociaux, la commission Angers sur les universités (1978-1980), la commission MacDonald sur l'union économique et les perspectives de développement au Canada (1983-1985) et la Commission royale sur les peuples autochtones en 1993. 
En février 2009, elle a publié une étude, Vive la recherche libre!, « sur les subventions publiques accordées à la recherche en sciences humaines et sociales au Québec ». Elle y dénonce entre autres le désir d'assujettir les recherches dans le domaine social à une « logique de rentabilité ».

## Distinctions
- 1987 : Prix de l'Association des professeurs de droit du Canada
- 1991 : Membre de la Société royale du Canada
- 1991 : Prix André-Laurendeau de l’Association francophone pour le savoir
- 1992 : Prix Walter Owen du Barreau canadien
- 1994 : Lansdowne Fellow, Université de Victoria
- 2003 : Prix Léon-Gérin